# Cincoriola
Cincoriola es un género de foraminífero bentónico de la subfamilia Rotaliinae, de la familia Rotaliidae, de la superfamilia Rotalioidea, del suborden Rotaliina y del orden Rotaliida. Su especie tipo es Punjabia ovoidea. Su rango cronoestratigráfico abarca desde el Paleoceno hasta el Ypresiense (Eoceno inferior).

## Clasificación
Cincoriola incluye a las siguientes especies:
- Cincoriola arabica †
- Cincoriola ovoidea †